# دولنا بانیا
دولنا بانیا شهری در استان صوفیه کشور بلغارستان است که جمعیت آن در سال ۲۰۰۱ میلادی ۴٬۹۱۱ نفر بوده‌است.

## نگارخانه

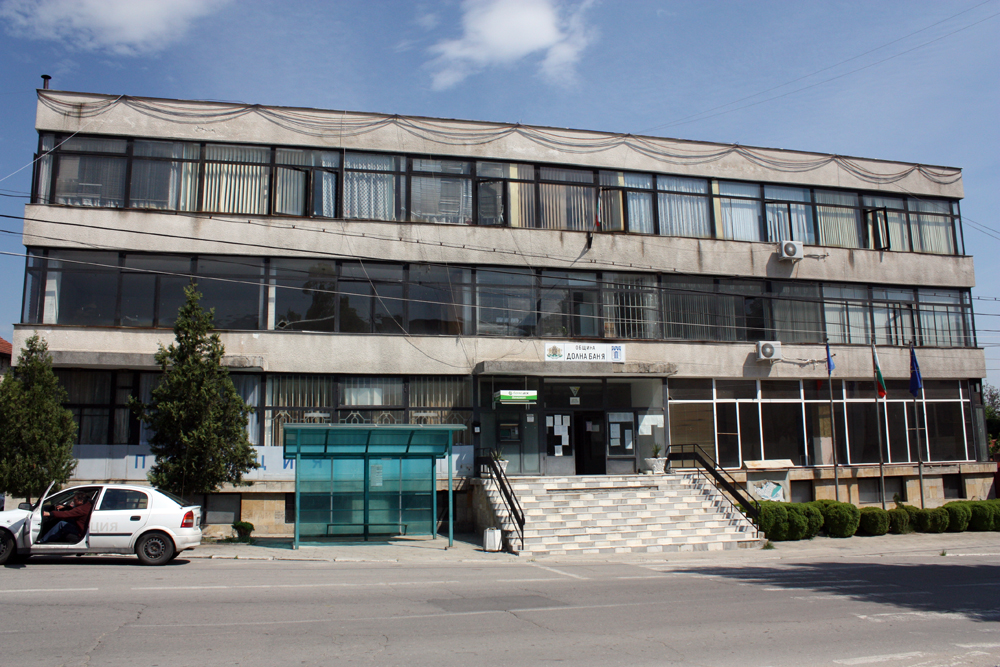
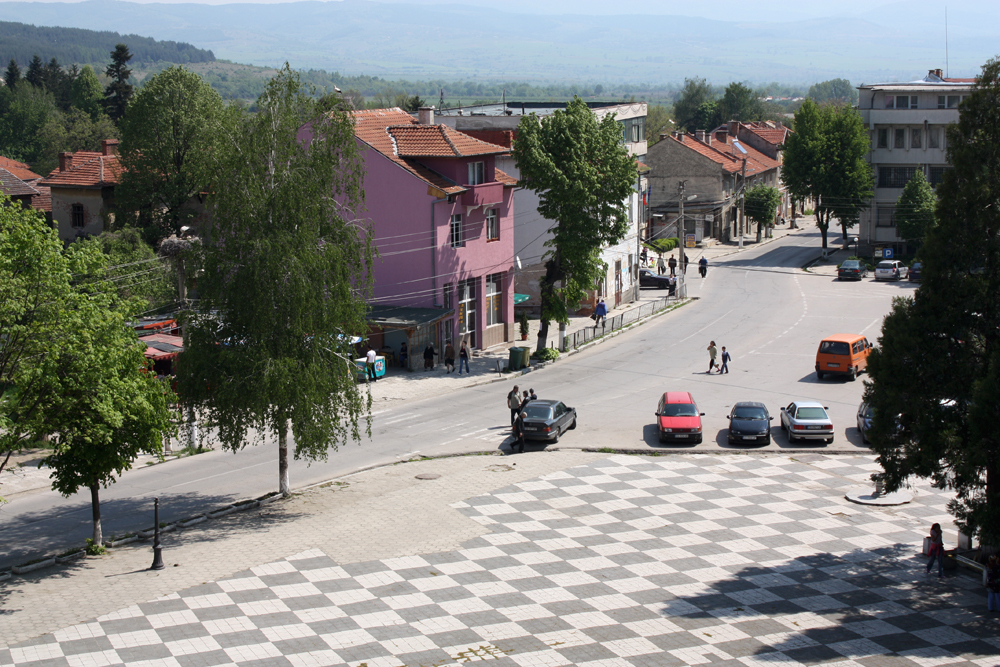
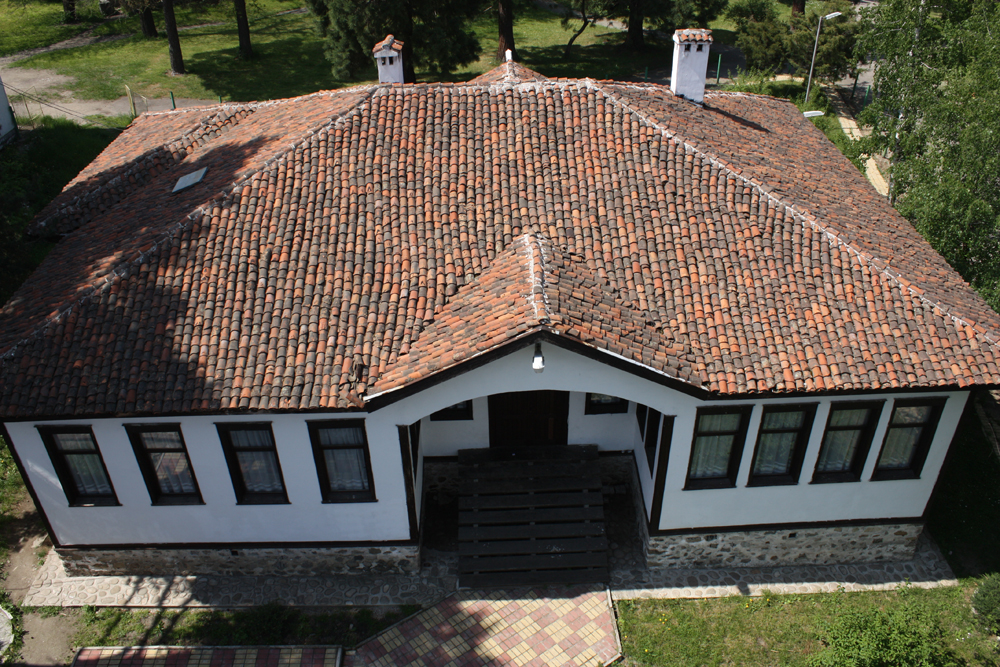
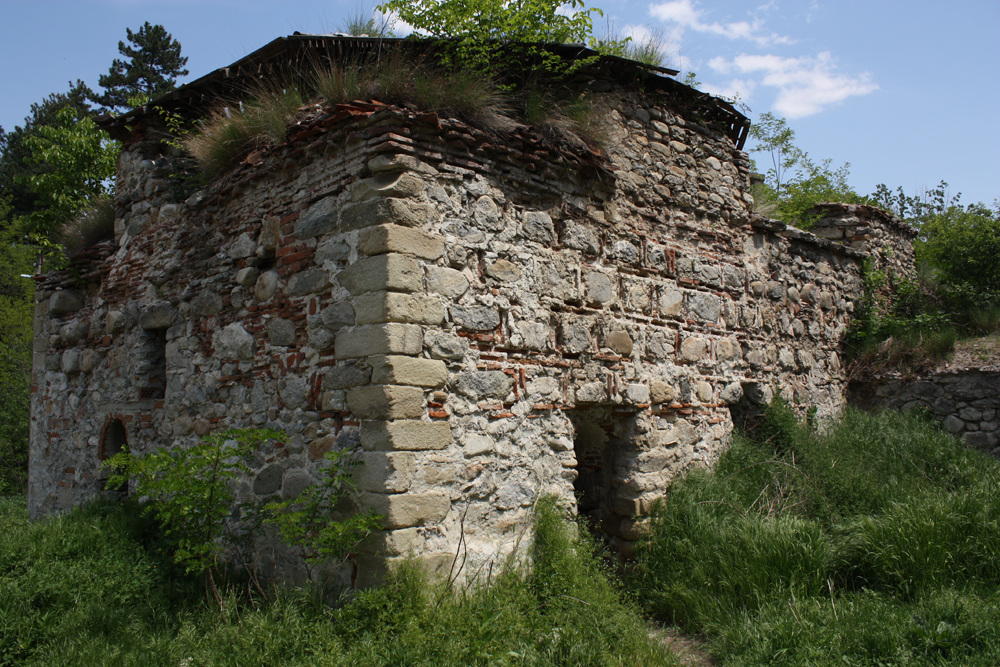